# Illes Rock (Palau)
Les Illes Rock de la República de Palau, també anomenades Chelbacheb, són illes calcàries o de corall entre Koror i Peleliu, que actualment són part de l'estat de Koror. Hi ha entre 250 a 300 illes amb una superfície total de 47 km² i una altitud de fins a 207 m. La majoria d'illes estan deshabitades i tenen belles platges i llacunes blaves. Hi ha el famós llac Medusa.
Les illes més grans són:
- Ngeruktabel
- Ulong
- Eil Malk (Mecherchar)

Altres illes són:
- Ngeteklou (Gologugeul)
- Bukrrairong (Kamori)
- Tlutkaraguis (Adorius)
- Ongael
- Ngebedangel (Ngobasangel)
- Bablomekang (Abappaomogan)
- Ngerukeuid (Orukuizu)

El 2012 la UNESCO les declara Patrimoni de la Humanitat.

## Galeria

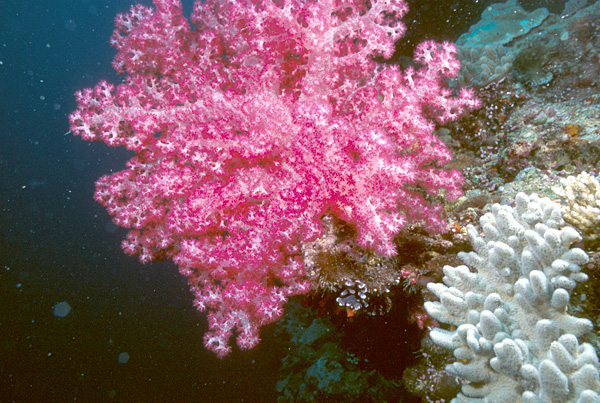
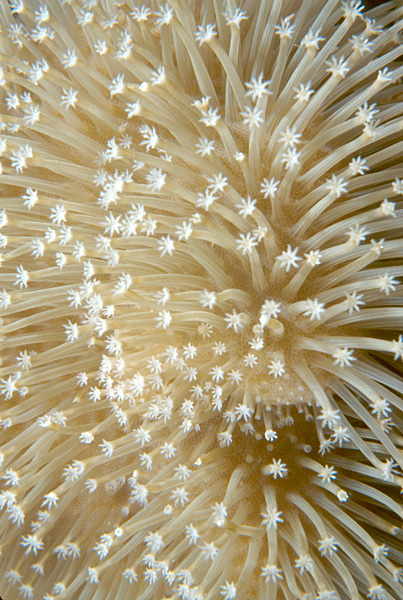
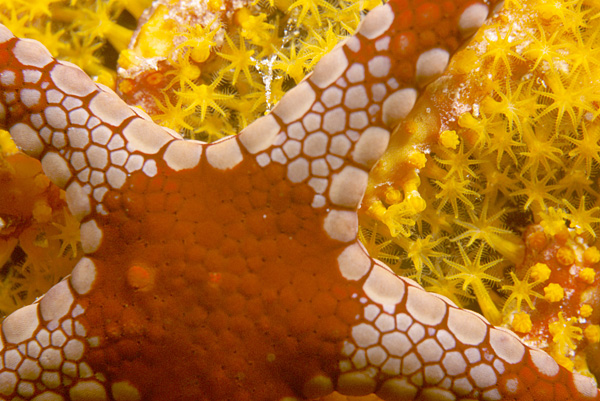
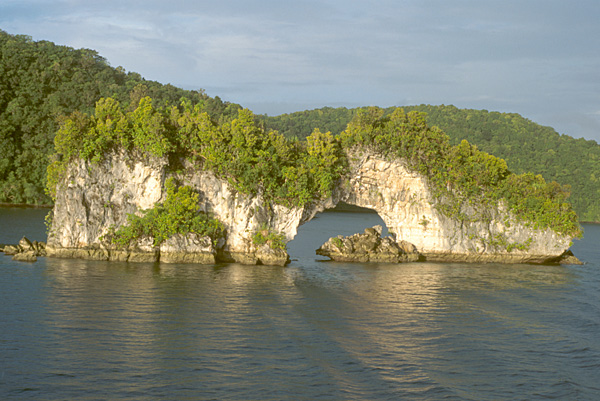